# Petersköpfl
Petersköpfl är en bergstopp i Österrike.   Den ligger i distriktet Kufstein och förbundslandet Tyrolen, i den centrala delen av landet, 300 km väster om huvudstaden Wien. Toppen på Petersköpfl är 1 745 meter över havet. Petersköpfl ingår i Kaisergebirge.
Terrängen runt Petersköpfl är kuperad åt nordväst, men åt sydost är den bergig. Närmaste större samhälle är Kufstein, 6,6 km väster om Petersköpfl. 
I omgivningarna runt Petersköpfl växer i huvudsak blandskog. Runt Petersköpfl är det ganska tätbefolkat, med 100 invånare per kvadratkilometer.